# Averdoingt
Averdoingt ist eine französische Gemeinde im Département Pas-de-Calais in der Region Hauts-de-France. Sie gehört zum Kanton Saint-Pol-sur-Ternoise im Arrondissement Arras.

## Lage
Die Gemeinde Averdoingt liegt im Südosten des Artois, 33 Kilometer westnordwestlich von Arras. Nachbargemeinden von Averdoingt sind Ligny-Saint-Flochel und Bailleul-aux-Cornailles im Norden, Tincques im Osten, Penin im Südosten, Maizières im Süden, Gouy-en-Ternois und Ternas im Südwesten sowie Foufflin-Ricametz im Westen.

## Bevölkerungsentwicklung
| Jahr                       | 1962 | 1968 | 1975 | 1982 | 1990 | 1999 | 2006 | 2013 | 2022 |
| -------------------------- | ---- | ---- | ---- | ---- | ---- | ---- | ---- | ---- | ---- |
| Einwohner                  | 222  | 221  | 208  | 207  | 244  | 251  | 263  | 285  | 293  |
| Quellen: Cassini und INSEE |      |      |      |      |      |      |      |      |      |

## Sehenswürdigkeiten

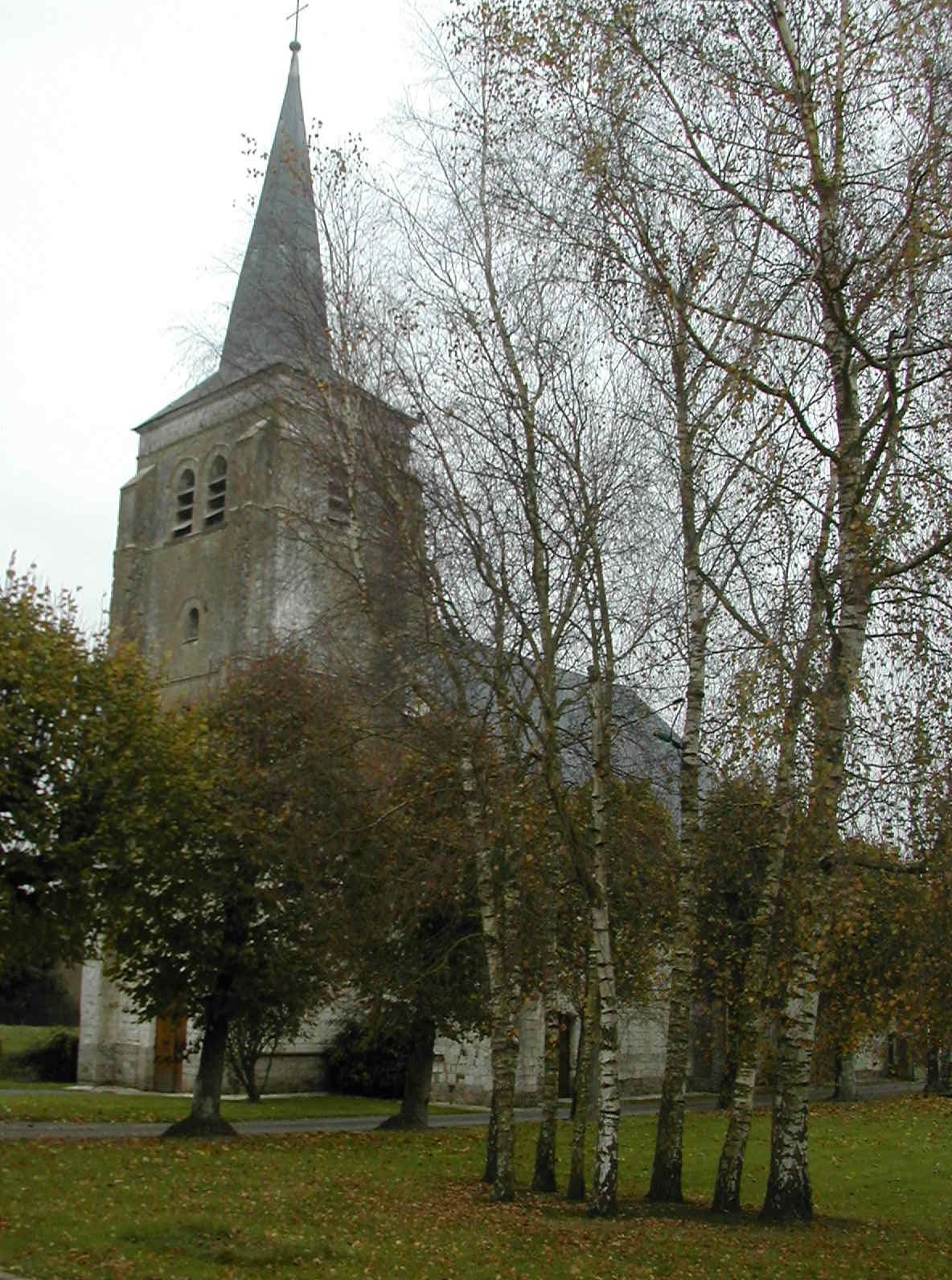
Kirche Saint-Léger

- Kirche Saint-Léger
- Wasserturm